# A Última Floresta
A Última Floresta és un pel·lícula documental brasilera de 2021 dirigida per Luiz Bolognesi, amb guió de Bolognesi i elxaman ianomami Davi Kopenawa.

## Producció
La pel·lícula és parcialment documental i està basada en el llibre A Queda do Céu – Palavras de um Xamã Yanomami, escrit per l'antropòleg Bruce Albert i estrenat l'any 2015, centrat en les experiències i tradicions dels ianomami i les seves lluites per la supervivència contra les múltiples amenaces que suposa l'home blanc, reconstruïdes principalment a través de les línies de Kopenawa, que és el personatge central del llibre i la pel·lícula. A més de col·laborar amb Kopenawa per escriure el guió, Bolognesi va comptar amb la col·laboració d'altres pobles indígenes.

## Llançament
La pel·lícula es va estrenar el març de 2021 al Festival Internacional de Cinema de Berlín, sent l'únic representant brasiler, i es va estrenar al Brasil al final del festival É Tudo Verdade. Des d'aleshores, ha participat en diversos altres festivals de cinema i espectacles, com rec•tyty (primer festival d'art indígena contemporani), Visions du Réel, Docs Barcelona, Festival Imagem dos Povos i Mostra Ecográfica. de Cinema Ambiental.

## Recepció crítica
Ha rebut crítiques positives i ha anat recollint premis: Millor pel·lícula a la competició oficial del Seül Eco Film Festival, i el premi del públic com a Millor pel·lícula al Panorama Show del Festival de Berlín.
En ressenyar la pel·lícula, Mariane Morisawa va dir:
| « | "La visió íntima de la vida al llogaret marca la diferència. Hom no pot deixar de meravellar-se amb la bossa acabada de trenar per portar caça, o els sofisticats adorns de plomes, llavors i comptes. O deixar-se encantar pel pensament ianomami, que ho veu tot interconnectat, i el bosc com un organisme viu del qual formen part. […] L'últim bosc és eficaç per desmuntar qualsevol noció de primitivisme dels pobles nadius. Els indígenes tenien raó tot el temps, i els esdeveniments dels darrers anys ho deixen molt clar. la destrucció del bosc amazònic provoca contaminació i manca d'aigua al sud-est i a les plantacions de soja del mig oest. Una malaltia registrada per primera vegada a la Xina paralitza tot el món. Que nosaltres, persones no indígenes, podem escolta i aprendre". | » |

Per al crític Matheus Mans,
| « | "Per honrar al màxim aquesta gent, Bolognesi pren les millors decisions estètiques possibles. […] No hi ha excés d'il·luminació, ni un treball de fotografia que dificulti més que ajudi. Tot és natural. El guió, mentrestant, segueix dos camins: d'una banda, mostra les arrels, llegendes i entitats d'aquell poble amb escenificacions del propi poble, això, per descomptat, potencia la narració i enriqueix tot encara més. […] D'altre, i és aquí on hem trobat ela millora moments, veiem Davi Kopenawa lluitant per la seva comunitat, ja sigui traient els miners de la regió, ensenyant als més joves a tractar amb persones no indígenes o fins i tot articulant-se amb altres comunitats. […] Així, Bolognesi, de nou, parla d'aquests pobles autòctons amb respecte. […] És una pel·lícula que va més enllà de la seva narrativa. És resistència". | » |